# حوزه انتخابیه کاشان و آران و بیدگل
حوزهٔ انتخابیه کاشان و آران و بیدگل یکی از حوزه‌های استان اصفهان برای انتخابات مجلس شورای اسلامی است. این حوزه انتخابیه، ۱ نماینده دارد.

## نمایندگان

### دوره اول
1. محمد امامی کاشانی
2. حسین محلوج‌چی (میان دوره‌ای)

### دوره دوم
1. حسین محلوج‌چی

### دوره سوم
1. حسین محلوج‌چی
2. محمود جمالی (میان دوره‌ای)

### دوره چهارم
1. محمود جمالی

### نمایندگان کاشان و آران و بیدگل در مجلس شورای اسلامی
در مردادماه سال ۱۳۷۵ شمسی، شهر آران و بیدگل از توابع شهرستان کاشان از این شهرستان جدا و در تقسیمات کشوری به شهرستان آران و بیدگل ارتقا یافت ولی نماینده این دو شهرستان همچنان مشترک باقی ماند.

### دوره پنجم
1. محمود جمالی

### دوره ششم
1. حسن توفیقی

### دوره هفتم
1. اصغر گرانمایه‌پور

### دوره هشتم
1. اصغر گرانمایه‌پور

### دوره نهم
1. عباسعلی منصوری آرانی

### دوره دهم
1. سید جواد ساداتی‌نژاد

### دوره یازدهم
1. سید جواد ساداتی‌نژاد (تا تاریخ ۳ شهریور ۱۴۰۰)

### دوره دوازدهم
1. مصطفی معینی آرانی

## پی‌نوشت و منبع
- «جدول حوزه‌های انتخابیه در انتخابات نهمین دورهٔ مجلس شورای اسلامی» (PDF). مرکز پژوهش و سنجش افکار صدا و سیما. بایگانی‌شده از اصلی (PDF) در ۵ اکتبر ۲۰۱۸. دریافت‌شده در ۱۸ مارس ۲۰۱۶.